# Parco fluviale del Nera
Il parco fluviale del Nera è un'area naturale protetta di circa 2.200 ettari di notevole pregio ambientale, sita nel comune di Terni, che comprende la parte della Valnerina che va da Ferentillo alla cascata delle Marmore e comprendente i fiumi Velino e Nera. Quest'area, di impatto naturalistico e scenografico, è ricca di acque e presenta una vegetazione fatta boschi di latifoglie, di macchia mediterranea e vegetazione tipicamente fluviale, dove spiccano fiori e felci considerate rare. Anche la fauna è di gran valore e presenta molte specie di rapaci come il gheppio o il biancone.